# Internationale communiste des femmes

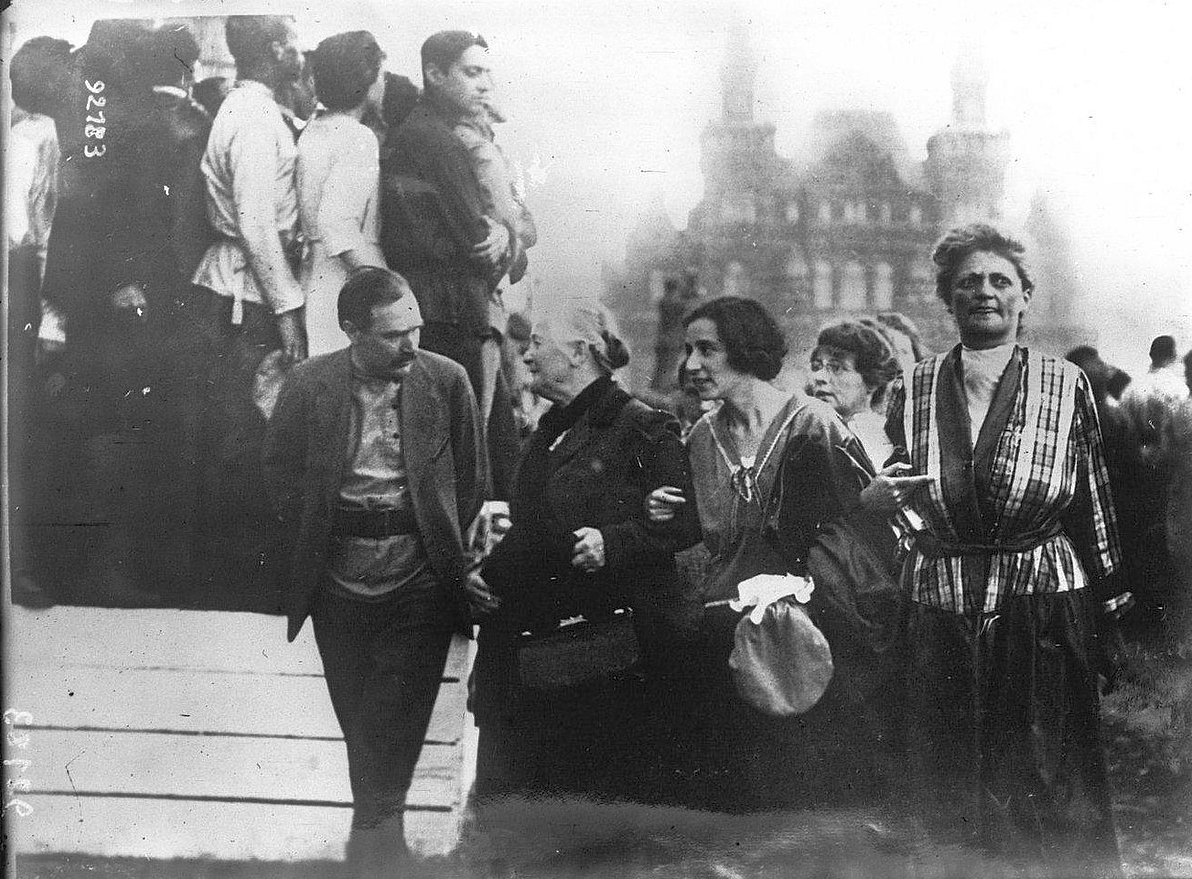
Clara Zetkin (au centre de la photographie) a été la première militante à la tête de l'Internationale socialiste des femmes, puis de l'Internationale communiste des femmes. Ici à Moscou au congrès du Komintern en 1921. À droite de la photographie, la suisse Rosa Bloch, également membre du secrétariat international aux femmes.

L'Internationale communiste des Femmes a été créée en avril 1920. Liée a l'Internationale communiste (Komintern), elle a pour but de mobiliser les femmes en faveur des idéaux et objectifs communistes. Elle doit jouer vis-à-vis des mouvements de femme, dans l'esprit de ses créateurs, un rôle international comparable à ceux de l'Internationale paysanne rouge et l'Internationale syndicale rouge, pour les syndicats et les paysans.
L'action de l'Internationale communiste des femmes est à l'origine dirigée par son secrétariat, dénommé secrétariat international aux femmes. Son autonomie relative est remise en cause en 1925 par les dirigeants de l'Internationale communiste, et ce secrétariat est rattaché directement et intégré au comité exécutif de l'Internationale communiste. Dans le même temps, ce dernier décide de la suspension de la publication de sa revue, Die Kommunistische Fraueninternationale.
Les orientations et le fonctionnement de l'Internationale communiste des femmes sont fortement marquées par les positions prises au sein du Komintern par le Parti communiste de l'Union soviétique, et par son département de l'action parmi les femmes, le Jenotdel. Ils sont également rythmés par des conférences internationales des femmes communistes, tenues à Moscou, sauf celle de 1922, qui s'est déroulée à Berlin.
Les deux structures, Internationale communiste des femmes et Jenotdel, de même que la section des femmes du comité exécutif du Komintern, ont été dissoutes en 1930, mettant fin à cette tentative d'organisation spécifique propre aux femmes dans l'Internationale communiste.

## Historique

### Héritage de l'Internationale socialiste des femmes et création de l'Internationale communiste des femmes
L'Internationale ouvrière ou IIe internationale, qui a précédé l'Internationale communiste, est fondée sur le principe de l'égalité politique et sociale entre les hommes et les femmes. Les différents partis socialistes et sociaux-démocrates qui y sont affiliés incluent dans leurs programmes le droit de vote des femmes, qui constitue un objectif essentiel des mouvements radicaux du XIXe siècle et du début du XXe siècle.
Après le début de la Première Guerre mondiale, une conférence de l'Internationale socialiste des femmes, liée à l'Internationale ouvrière, est convoquée en 1915 à Berne, en Suisse. Elle réunit des dirigeantes socialistes majeures, comme Clara Zetkin, Alexandra Kollontaï, ou Inès Armand, en vue de définir un programme et des orientations communes, face, notamment, à la guerre.
La Révolution russe de novembre 1917 et l'arrivée au pouvoir de la fraction bolchévique du Parti ouvrier social-démocrate de Russie débouchent ensuite, sur l'initiative du nouveau Parti communiste de Russie, sur la création de l'Internationale communiste (Komintern) à Moscou. Elle souhaite se substituer à l'Internationale ouvrière, désorganisée par la Première Guerre mondiale.
Parallèlement, les nouveaux leaders communistes, qui viennent de prendre des mesures d'émancipation des femmes en Russie, s'efforcent de réorganiser et de prendre le contrôle des mouvements de femmes socialistes. La création de l'Internationale communiste des femmes, dirigée par un secrétariat installé à Moscou par le Komintern en avril 1920, en est une des composantes.
Le secrétariat international aux femmes doit prendre la forme d'une équipe réduite, d'une demi-douzaine de membres ou moins. 8 femmes y sont finalement désignées, dont six russes, Alexandra Kollontai, Nadejda Kroupskaïa, Lioudmila Stal, Zlata Lilina, Konkordia Samoïlova, et une dernière qui n'est connue que par son nom ou son pseudonyme Similova, ainsi que la néerlandaise Henriette Roland Holst et la suisse Rosa Bloch. La secrétaire est la sociale-démocrate allemande Clara Zetkin, auparavant à la tête de l'Internationale socialiste des femmes.

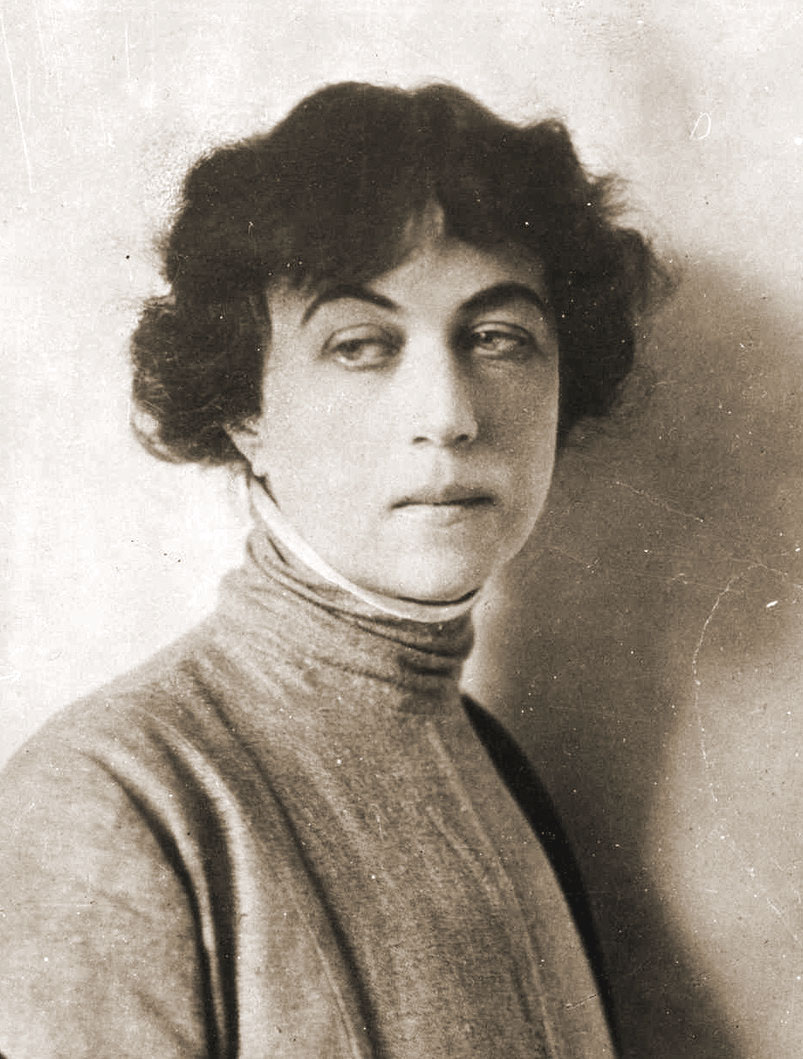
Alexandra Kollontaï
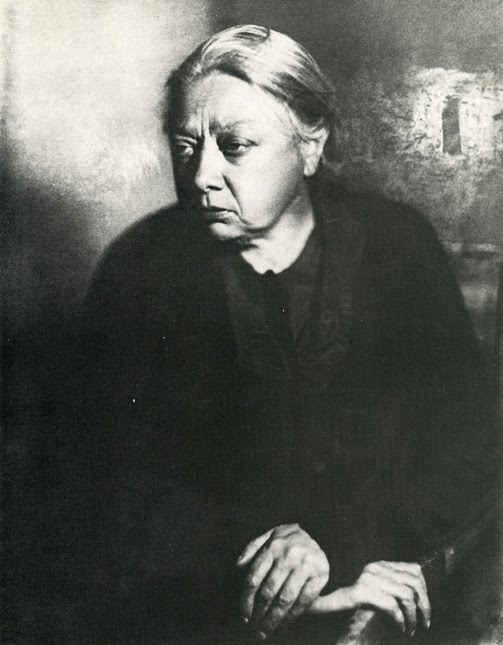
Nadejda Kroupskaïa
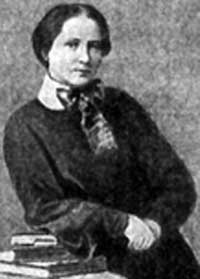
Zlata Lilina
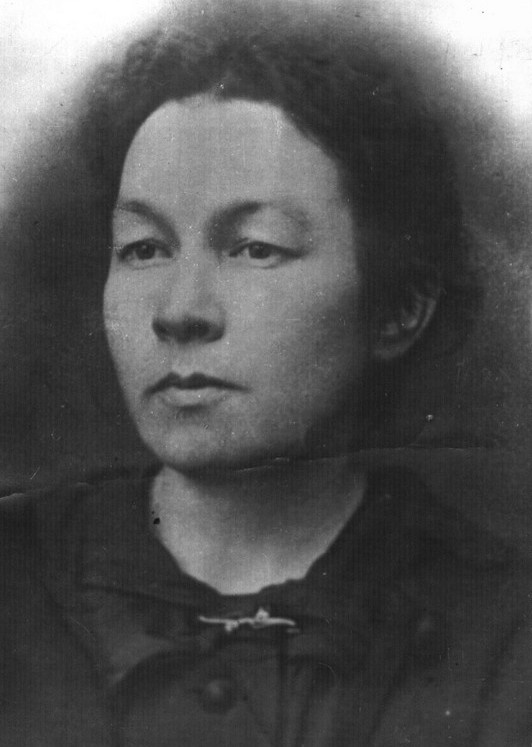
Konkordia Samoïlova
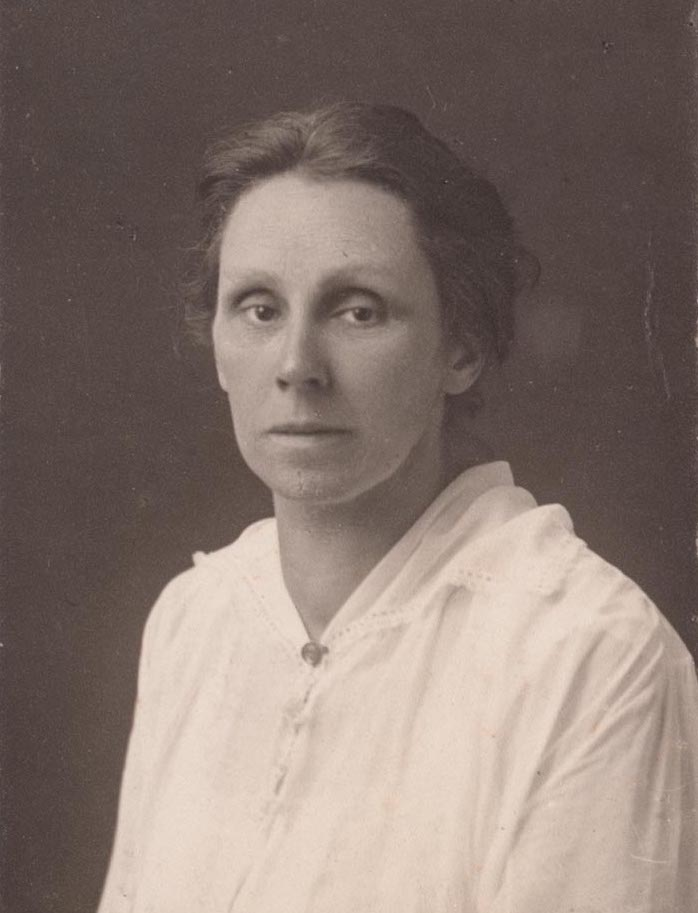
Henriette Roland Holst
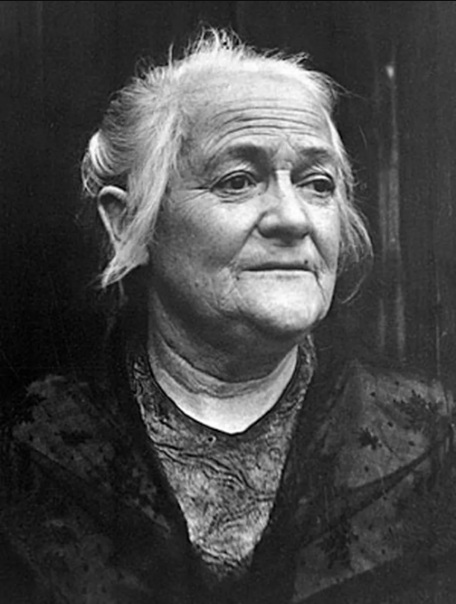
Clara Zetkin

Une conférence internationale des femmes communistes est organisée du 30 juillet au 2 août 1920 à Moscou, en parallèle avec le Deuxième congrès du Komintern. Les déléguées y prennent connaissance des modalités du « travail parmi les femmes » mené dans la Russie soviétique, forme d'action militante qui sera endossée par le troisième congrès du Komintern de 1921. Elle repose sur l'organisation de réunions et de meetings et d'actions éducatives à l'intention des femmes dans les villages, les villes et les usines, pour les impliquer dans la vie sociale et économique et dans l'action politique, conformément à la stratégie du Parti communiste russe.

### Le Quatrième congrès du Komintern
Début 1922, le siège de l'Internationale communiste des femmes est déplacé de Moscou à Berlin. Lors du quatrième congrès du Komintern, qui se tient à Moscou à l'automne 1922, Clara Zetkin présente pour le compte du secrétariat international aux femmes son rapport d'activité, et aborde différentes questions directement liées à celle de la relation entre mouvements de femmes et partis communistes. Elle admet ainsi que le secrétariat agit dans le cadre défini par le comité exécutif de l'Internationale communiste, organe de direction de celle-ci, et sous son autorité. Elle félicite néanmoins les partis communistes de Bulgarie et d'Allemagne, qui ont établi des comités spéciaux pour le « travail parmi les femmes », et affirme que ces mouvements sont maintenant un atout dans la lutte de classe. Elle critique en revanche le choix fait en Pologne et en Grande-Bretagne de ne pas créer de telles organisations, pour privilégier l'intégration des femmes dans les structures ordinaires du parti, choix qu'elle considère comme moins efficace.
Clara Zetkin donne une place centrale dans sa stratégie à la Journée internationale des Femmes (8 mars). Elle met en exergue les manifestations qui l'accompagnent comme l'occasion  « de faire campagne pour le parti, d'une déclaration de guerre du communisme au capitalisme, le signal du début la lutte pour ce qu'une armée de millions d'exploités et d'opprimés attendent, armés et prêts à se battre ». Clara Zetkin invoque également dans son rapport le rôle déterminant joué par les militantes lors de la campagne internationale des travailleurs pour l'aide à la Russie soviétique et la collecte de fonds pour lutter contre la famine qui y sévit. L'allemande Hertha Sturm renchérit en appelant à l'organisation des travailleuses dans les usines et syndicats, et félicite les bulgares d'avoir fait ce choix.
Dans sa résolution finale, le quatrième congrès du Komintern reprend les positions de Clara Zetkin. Il reconnaît l'efficacité d'organisations spécifiques aux femmes dans le mouvement communiste, à l'exemple du secrétariat de l'Internationale communiste des femmes, et critique le fait que « malheureusement, certains partis ont échoué partiellement ou complètement à promouvoir le travail communiste parmi les femmes », en s'abstenant de créer ces organisations « indispensables ».

### La revueDie Kommunistische Fraueninternationaleet les autres publications des partis communistes destinées aux femmes
L' Internationale communiste des femmes publie alors un magazine bimestriel appelé (de)Die Kommunistische Fraueninternationale (L'Internationale Communiste des Femmes). 25 numéros paraîtront au cours de ses cinq années d'existence de 1921 à 1925, soit en tout 1300 pages de contenu publié.
Die Kommunistische Fraueninternationale comporte des articles sur le mouvement des femmes dans le monde et sur les formes de l'action « parmi les femmes » dans la Russie soviétique. Elle promeut la Journée Internationale de la Femme, dont elle publie l'agenda, et le soutien multinational au Secours rouge International. D'autres questions sont également abordées, comme l'action militante contre le militarisme, le fascisme, et l'inflation, ainsi que la planification familiale et la contraception.
Certains partis membres de l'Internationale communiste publient d'autres revues s'adressant à un lectorat féminin au cours de cette période, dont (it)Compagna (Camarade), par le Parti communiste d'Italie, et (nl) De Voorbode (La Messagère), par le Parti communiste des Pays-Bas. En Tchécoslovaquie, il n'y a pas moins de trois périodiques destinés aux femmes : en langue tchèque (cs) Kommunistka (La Communiste), en langue allemande (de) Kommunistin, publié dans la région des Sudètes, et la revue régionale (cs) Žena (Femme). En Russie soviétique sont publiées La Travailleuse, La Paysanne et La Communiste.

### Mise sous contrôle du secrétariat et conférence internationale de Moscou de 1926
Le 15 mai 1925, le comité exécutif de l'Internationale Communiste décide de réorganiser les mouvements communistes des femmes. Une résolution transforme le secrétariat international des femmes en section des femmes du comité exécutif. Cette modification est tenue secrète, et la résolution indique que « dans les présentations à un public général, il est préférable, pour des raisons tactiques, de conserver le nom de secrétariat de l'Internationale des femmes ». Simultanément, le comité exécutif suspend la publication de Die Kommunistische Fraueninternationale, en invoquant des raisons financières.
Le siège du mouvement est déplacé de Berlin à Moscou en 1926, ce transfert confirmant la fin de la semi-autonomie de l'ancien secrétariat.
À la fin du printemps de 1926, une quatrième conférence internationale a lieu à Moscou. Alors que les précédents rassemblements été dénommés « conférences des femmes communistes » celui de 1926 est appelé plus sobrement « 4e Conférence Internationale sur le travail parmi les femmes »— changement reflétant l'affaiblissement de la position de la section des femmes du comité exécutif dans la hiérarchie du Komintern
18 délégués titulaires, avec droit de vote, et 47 délégués suppléants participent à la conférence. Ses travaux sont étroitement contrôlés par Palmiro Togliatti et Ottomar Geschke, qui représentent le comité exécutif du Komintern et président les séances d'ouverture et de conclusion. Les délégués de l'Union soviétique, faisant bloc unanime, selon l'historien E. H. Carr, « dominent les débats et imposent aux autres la ligne à suivre et à imiter ». Le but véritable de la conférence est, toujours selon Carr, « d'installer l'autorité » du comité exécutif central sur les activités des femmes communistes à l'extérieur de l'URSS.
La démarche du Jenotdel faisant reposer le « travail parmi les femmes » sur des  « réunions de déléguées » rassemblant  des femmes non adhérentes aux partis communistes est érigée en exemple par les déléguées soviétiques, et la question de la création par ces partis de nouvelles organisations de femmes, largement ouvertes aux non communistes est également débattue. Une résolution imposant le modèle soviétique des réunions de femmes a été semble-t-il préparée en amont de la conférence. Elle est validée sans contestation, malgré un doute sur le fait que les conditions d'application de ce modèle soient réunies à l'extérieur de l'URSS. De même, le principe d'organisations de masse ouvertes aux femmes non communistes est adopté, malgré un rapport des déléguées allemandes critique.

### Dissolution
Le développement du Jenotdel, qui connait en URSS dans cette période une forte augmentation de ses effectifs, reste une singularité, et les autres pays ne connaissent pas d'évolution comparable.
En août 1930, une nouvelle conférence est organisée : elle réunit les dirigeants des sections des femmes des partis communistes d'Europe et des États-Unis ; elle est présidée par Ruth Overlakh, cheffe de la section des femmes du Parti Communiste d'Allemagne. Conformément à la rhétorique radicale et, aux orientations d'alors du Komintern, Ruth Overlakh appelle les mouvements de femmes à durcir leurs actions, notamment en « s'opposant physiquement aux violences policières et aux briseurs de grève cherchant à traverser les piquets de grévistes ».
Le comité exécutif de l'internationale communiste est de son côté déterminé à remettre en cause les sections des femmes. Il envoie deux plénipotentiaires à la conférence, le leader communiste finlandais en exil Otto Kuusinen et Boris Vassiliev. Vassiliev soutient que la section des femmes du Komintern a montré son incapacité à faire émerger et à former parmi les femmes des leaders capables de telles actions, et annonce qu'elle doit être dissoute immédiatement, sans plus de discussion.
En Union soviétique, le Jenotdel est également dissous dans les années 1930. Des sections de femmes subsistent cependant dans certains partis communistes après cette date, mais avec une activité réduite et sans mise en avant politique.

## Conférences de l'Internationale communiste des femmes
| Conférence                                                                                    | Lieu   | Date                     | Commentaires |
| --------------------------------------------------------------------------------------------- | ------ | ------------------------ | --- |
| 1re Conférence internationale des femmes communistes                                          | Moscou | 30 juillet – 2 août 1920 | |
| 2e Internationale Communiste, le Congrès des Femmes                                           | Moscou | Juin 1921                | 82 délégués de 28 pays. Résolutions dans Die Kommunistische Fraueninternationale, vol. 1, pas. 5/6 (1921), pp. 203-212.                                                                                        |
| Conférence des correspondants de l'Internationale communiste des femmes                       | Berlin | Janvier 1922             | Délégués venus de 9 pays et représentants du secrétariat de l'Internationale communiste des femmes. Compte-rendu dans Die Kommunistische Fraueninternationale, vol. 2, no. 3/4 (mars–avril 1922), pp. 477-487. |
| 3e Conférence internationale des femmes communistes                                           | Moscou | 1924                     | |
| 4e Conférence internationale du travail communiste parmi les femmes                           | Moscou | 29 mai – 10 juin 1926    | 18 délégués titulaires et 47 suppléants, sans droit de vote |
| Conférence des femmes assistant aux festivités du 10e Anniversaire de la révolution d'octobre | Moscou | Novembre 1927            | |
| Conférence des dirigeantes des sections de femmes des partis communistes                      | Moscou | août 1930                | Débouche sur la dissolution de la section des femmes du comité exécutif de la internationale communiste. |